# Василий Синадин
Василий Синадин (на средногръцки: Βασίλειος ὁ Συναδηνός) е византийски администратор и военачалник от XI век – стратегът на Дирахиум, който през 1040 г. прави неуспешен опит да потуши с военна сила въстанието на Петър Делян.
Според историята на Скилица-Кедрин, когато научил, че въстаниците на Петър Делян превзели Ниш и Скопие, дирахийският стратег Василий Синадин събрал местните войски и побързал да пресрещне Делян. Целта на стратега вероятно е била да спре по-нататъшно настъпление на въстаниците на юг към Солун. Когато пристигнал с войските си в Дебър, Синадин се скарал с един от своите подстратези на име Михаил Дермокаит и бил оклеветен пред императора в Солун, че подготвя тирания, т.е. въстание. Това станало причина Василий Синадин да бъде отстранен от поста и доведен в Солун, където бил затворен в тъмница. На негово място за стратег на Драч е назначен Михаил Дермокаит.
Раздорът между Синадин и Дермокаит изцяло улеснил Петър Делян, като не само осигурил на последния време и възможност да укрепи положението си и да продължи делото си с успех, но и привлякъл към въстанието населението на съседната Драчка тема. Заместникът на Синадин бил користен и алчен човек и неспособен администратор, който подлагал подчинените си на беззакония и тормоз. Това предизвикало бунт сред войските му, който скоро прераснал в масово движение на местното население, в преобладаващата си част българско, срещу ромейската власт.
В колекцията от оловни печати на Дъмбартън Оукс се съхранява моливдовул, за който се предполага, че е принадлежал на Василий Синадин. Печатът е с изображение на свети Георги и надпис Василий, протоспатарий и стратег на Дирахиум, [С]ин[адин]. Изследователите на този печат отбелязват, че реконструкцията на фамилията на притежателя му не може да се приеме за напълно сигурна.